# 克丽·沃尔什
克丽·沃尔什（Kerri Walsh，1978年8月15日—），美国沙滩排球运动员，曾連續獲得2004年、2008年及2012年奧運金牌，及2016年奥运铜牌。